# تجرق (ميانة)
تجرق هي قرية في مقاطعة ميانة، إيران. عدد سكان هذه القرية هو 653 في سنة 2006.